# 綁架丁丁當
《綁架丁丁當》（英語：Kidnap Ding Ding Don）是一部2016年的香港电影，由錢國偉執導，王菀之、方力申主演。

## 演員表
| 演員   | 角色       |
| 王菀之 | 丁丁       |
| 方力申 | 李當       |
| 朱咪咪 | 師奶金     |
| 江美儀 | 師奶銀     |
| 林盛斌 | 發         |
| 關寶慧 | 傭人       |
| 許紹雄 | 余華       |
| 陳婉衡 | 余芳蘭     |
| 石修   | 丁父       |
| 潘芳芳 | 丁母       |
| 龔慈恩 | 姑姐       |
| 狄易達 | Jimmy      |
| 李健宏 | 阿蟲       |
| 許雅婷 | 空姐KB     |
| 夏尉喻 | 性感尤物   |
| 麥長青 | 姑丈       |
| 楊能   | 師奶金丈夫 |
| 錢國偉 | 士多老闆   |
| 林曉峰 | 旁白       |

## 外部連結
- 開眼電影網上《綁架丁丁當》的資料（繁體中文）
- 香港影庫上《綁架丁丁當》的資料（繁體中文）
- 豆瓣电影上《綁架丁丁當》的資料 （简体中文）
- 时光网上《綁架丁丁當》的資料（简体中文）
- 互联网电影数据库（IMDb）上《綁架丁丁當》的资料（英文）